# 万华盲步甲属
万华盲步甲属（学名：Wanhuaphaenops）是步行虫科的一属。

## 下属物种
本属包括以下物种：
- 张氏万华盲步甲 Wanhuaphaenops zhangi Tian & Wang, 2016[2]